# Calao à bec noir
Lophoceros nasutus
Espèce
Statut de conservation UICN

 LC  : Préoccupation mineure
Le Calao à bec noir (Lophoceros nasutus, anciennement Tockus nasutus) est une espèce africaine d'oiseaux appartenant à la famille des Bucerotidae.

## Taxinomie
À la suite des travaux phylogéniques de Gonzalez et al. (2013), le Congrès ornithologique international (dans sa version 4.4, 2014) déplace cette espèce depuis le genre Tockus.

### Sous-espèces

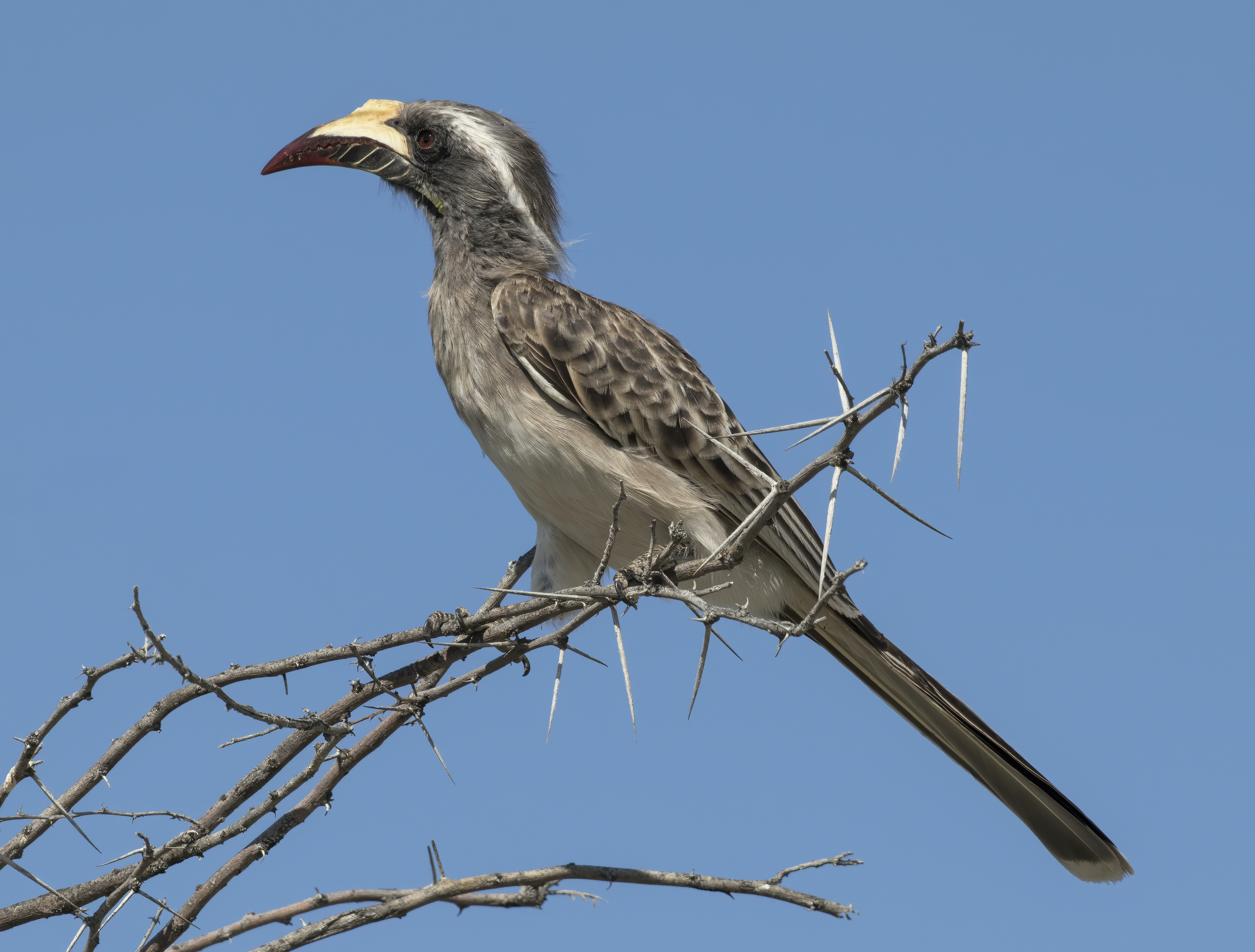
Une Calao à bec noir femelle "Tockus nasutus epirhinus" dans le parc national d'Etosha, Namibie. Mars 2018.

D'après la classification de référence (version 5.1, 2015) du Congrès ornithologique international, cette espèce est constituée des deux sous-espèces suivantes (ordre phylogénique) :
- Lophoceros nasutus epirhinus  (Sundevall) 1850
- Lophoceros nasutus nasutus  (Linnaeus) 1766